# デーデー・ブルーノ
デーデー・ブルーノ（英語: DEDE Bruno, 1999年10月7日 - ）は、日本の陸上競技選手。陸上競技に於ける専門は短距離走。

## 人物
長野県松本市出身。父はナイジェリア人であり、母は日本人である。
松本市立筑摩野中学校、創造学園高等学校（現：松本国際高等学校）、東海大学を経て、セイコーホールディングス在籍。
中学校から高校1年までサッカー選手としてプレーしていたが、高校では「ボールコントロールに難があったため」メンバー入りが出来ずに挫折。1年生の途中でサッカーを辞め、陸上競技部の友達から誘われていたこともあり高校2年の春から陸上競技へ転向する。
高校3年の時には平成29年度全国高等学校総合体育大会兼第70回全国高等学校陸上競技対校選手権大会（NDソフトスタジアム山形）に出場、男子100m決勝で10秒74のタイムで5位入賞を果たしている。
2018年、高校卒業と共に東海大学体育学部へ入学。ここで短距離ブロック監督の高野進、更に2021年から東海大学コーチに就任した塚原直貴などの有能な指導者と巡り逢う。
2019年、大学2年の時に第30回ユニバーシアード競技大会（イタリア・ナポリ）日本代表選手に選出される。大会では4×100mリレーで宮本大輔（東洋大学）、染谷佳大（中央大学）、山下潤（筑波大学）の3人でチームを組んで出場、決勝でアンカーを務めて38秒92のタイムで1位入賞し、金メダルを獲得した。
大学4年となった2021年、6月の日本学生陸上競技個人選手権大会（レモンガススタジアム平塚）では10秒29のタイムで優勝。これで勢いをつけて臨んだ第105回日本陸上競技選手権大会（ヤンマースタジアム長居）では男子100m決勝で自己ベストとなる10秒19で多田修平（住友電気工業）に次いで2位に入賞、続く男子200mでも決勝で自己ベストとなる20秒63のタイムを出し、小池祐貴（住友電気工業）に次いで2位に入賞し、100mで桐生祥秀（日本生命保険）、山縣亮太（セイコーホールディングス）らに、200mでは飯塚翔太（ミズノ）といった第一人者に先着するジャイアントキリングを演出してみせた。これらの結果により、男子4×100mリレーメンバーとして第32回夏季オリンピック東京大会陸上競技日本代表選手に選出された。